# SV Merseburg 99
SV Merseburg 99 was een Duitse voetbalclub uit Merseburg, Saksen-Anhalt. Van 1923 tot 1940 was de club actief op het hoogste niveau.

## Geschiedenis
De club werd op 23 augustus 1899 opgericht door 14 leden en is hierdoor de oudste club van Merseburg. In 1900 werd de naam gewijzigd in SV Hohenzollern en in 1921 in BV Hohenzollern, dit ter ere van het Duitse keizershuis. In 1921 werd de naam gewijzigd in SV Merseburg 99.
SV 99 was aangesloten bij de Midden-Duitse voetbalbond en promoveerde in 1923 naar de hoogste klasse van Saale, een van de vele hoogste klassen van de bond, maar wel een van de sterkere samen met die van Noordwest-Saksen en Oost-Saksen. De eerste twee seizoenen ontsnapte de club net aan een degradatie, daarna ging het langzaam beter en in 1928/29 werd de club derde achter Borussia Halle en Wacker Halle. Twee jaar later werd de club opnieuw derde. In 1932/33 werd de club zelfs vicekampioen en was hierdoor samen met Wacker Halle als enige geplaatst voor de nieuwe Gauliga Mitte, die vanaf het volgende seizoen plaatsvond nadat de competitie in Duitsland grondig hervormd werd. Na twee seizoenen degradeerde de club uit de Gauliga, maar kon wel meteen terugkeren. In 1937/38 eindigde de club op de derde plaats, dit is het beste resultaat in de geschiedenis van de club. Na nog een zevende plaats het volgende seizoen degradeerde de club in 1939/40.
Na de Tweede Wereldoorlog werd de club ontbonden en later heropgericht als Merseburg Nord en nam later de naam BSG Chemie Buna Schkopau aan. Na de Duitse hereniging werd opnieuw de historische naam aangenomen. In 2015 promoveerde de club naar de Verbandsliga Sachsen-Anhalt en werd daar in 2016 kampioen zodat ze een tweede promotie op rij versierden. In 2018 degradeerde de club weer.
Per 1 juli 2019 ging de club op in VfB IMO Merseburg die zich vervolgens met 1. FC Merseburg van een andere naam voorzag.